# Armenië op het Junior Eurovisiesongfestival 2011
Armenië nam deel aan het Junior Eurovisiesongfestival 2011, dat gehouden werd in eigen land: in hoofdstad Jerevan. Het was de 5de deelname van het land op het Junior Eurovisiesongfestival. ARMTV was verantwoordelijk voor de Armeense bijdrage voor de editie van 2011.

## Selectieprocedure
Op 20 november 2010, na eerder twee tweede plaatsen te hebben behaald, won Armenië het Junior Eurovisiesongfestival voor de eerste maal. Aangezien de traditie dat het winnende land het volgende jaar de organisatie op zich neemt, niet geldt voor het Junior Eurovisiesongfestival, was het lang niet zeker dat het festival in Armenië zou plaatsvinden. De Europese openbare omroepen konden zich wel kandidaat stellen. Ook ARMTV deed een gooi naar de organisatie. In januari 2011 maakte de EBU bekend dat de Armeense hoofdstad Jerevan het decor zou zijn van de negende editie van het Junior Eurovisiesongfestival.
Op 21 juni 2011 gaf de Armeense openbare omroep details vrij over de selectieprocedure. Geïnteresseerden kregen tot 20 juli de tijd om een lied op te sturen. Artiesten die eerder Armenië al vertegenwoordigd hadden op het Junior Eurovisiesongfestival, mochten niet deelnemen. Dit in tegenstelling tot in Rusland, waar Ekaterina Ryabova werd verkozen om het land voor een tweede maal te vertegenwoordigen.
Tijdens de nationale finale op 17 september werd Dalita gekozen om het gastland te vertegenwoordigen op 3 december.

## Nationale finale
| Volgorde | Artiest            | Lied                |
| -------- | ------------------ | ------------------- |
| 1        | Razmik & Friends   | Yes sirum em kez    |
| 2        | Milena Vardanian   | Stop                |
| 3        | Maria Yenokian     | Nor erg             |
| 4        | Petros Ghazarian   | Im yerazank         |
| 5        | Ninela Mkhitarian  | Notaneri ashkharhum |
| 6        | Tatev Yengibarian  | Hayeren             |
| 7        | Do-Re-Mi           | Dance with me       |
| 8        | Nadezhda Sargsian  | Tik-tak             |
| 9        | Allegro            | Bnutian hrashkner   |
| 10       | Meri Arzumanian    | Pari ritmer         |
| 11       | Monika Navasardian | Slatsik kami        |
| 12       | Dalita             | Welcome to Armenia  |
| 13       | Anahit Hakobian    | Balet               |
| 14       | Sona Gyulkhasian   | Togh                |
| 15       | Milli              | Milli-on            |
| 16       | Vahagn Grigorian   | Mer bake            |

## In Jerevan
In oktober werd de startvolgorde geloot. Gastland Armenië zou als vierde aantreden, na Moldavië en voor Bulgarije. Ondanks dat Dalita niet tot de favorieten werd gerekend, eindigde ze toch op een mooie vijfde plaats.